# Філіппо Терраччано
Філіппо Терраччано (італ. Filippo Terracciano, нар. 8 лютого 2003, Верона) — італійський футболіст, правий захисник клубу «Мілан».

## Клубна кар'єра
Філіппо Терраччано почав займатися футболом у школі клубу «Верона».
У професійному футболі дебютував 15 грудня 2021 року, у матчі Кубку Італії проти «Емполі». Дебют у чемпіонаті Італії відбувся 20 березня 2022 року, а суперником також був «Емполі».
8 січня 2024 року став гравцем клубу «Мілан», підписавши контракт до 30 червня 2028 року. За цей трансфер «россонері» заплатили €4.5 млн., а також €1.5 млн. у вигляді бонусів. Окрім цього «Верона» отримає 10% від наступного трансферу гравця..

## Досягнення
- Володар Суперкубка Італії (1):

«Мілан»: 2024